# Port-Gentil
Pour les articles homonymes, voir Gentil.
Port-Gentil est une ville du Gabon, la deuxième du pays en nombre d’habitants (un peu moins de 150 000 en 2024), mais sa capitale économique (et le chef-lieu de sa province de l'Ogooué-Maritime).
Située sur l'île Mandji, à 144 km au sud-ouest de la capitale nationale Libreville, elle tire son nom de celui d'Émile Gentil.
La devise latine de Port-Gentil est : « Olim arena, hodie urbs » ; soit : « Autrefois (plage de) sable, aujourd'hui ville ».

## Géographie
Port-Gentil est à environ 80 km au sud de l'équateur dans le golfe de Guinée. Au nord-ouest de Port-Gentil, Cap Lopez est à environ 250 km de l'État insulaire de São Tomé et Príncipe.
Port-Gentil bénéficie d'un climat tropical, principalement ponctué à ce titre par une saison « sèche » et par une autre « des pluies ».
La ville est bordée de plages (cap Lopez et secteur de SoGaRa).
Administrativement elle comprend quatre arrondissements (1er arrondissement, 2e arrondissement, 3e arrondissement et 4e arrondissement).

## Histoire
En 1473, le navigateur portugais Lopo Gonçalves navigue près du cap Lopez. Avec son équipage et ses passagers, ils sont les premiers Européens connus de « l'ère moderne » à découvrir la ville,.
En 1722, des pirates dirigés par Bartholomew Roberts ont mené une bataille dans la baie du cap Lopez contre la Royal Navy. La bataille s'est terminée par la mort de Roberts.
Le 1er juin 1862, le roi Denis Rapontchombo signe le traité du Cap Lopez et de la rivière  Nazaré avec la France, donnant à la France le contrôle du territoire. 
Une colonie a été établie sur l'île de Mandji dans le delta de la rivière Ogooué par les Français, qui ont signé un traité avec le chef Nyanguényonandu du peuple Orungu en 1873. Nyanguényonandu négocia la cession complète de l'île Mandji qui est le site de Port-Gentil. À cette époque, il n'y avait que quelques petits villages dans la région.
L'île de Mandji a servi de base aux expéditions de Pierre Savorgnan de Brazza dans l'intérieur, puis en 1894 une douane poste a été créée, devenant le noyau d'un centre commercial qui comprenait Hatton & Cookson, John Holt, Woermann, la Société du Haut-Ogooué et la Compagnie d'Exploitations Forestières Africaines. Les principaux produits étaient initialement le caoutchouc et l'ivoire, progressivement complétés par les bois, notamment l'okoumé pour le contreplaqué
À partir de 1880, les Français s'installent et établissent une base au Cap Lopez. La ville de Port-Gentil se développera à partir de cette base. Dès 1886, la colonie comptait 18 entrepôts, un poste de douane et deux magasins de produits courants.
En 1915, la colonie est officiellement nommée Port-Gentil en l'honneur d'Émile Gentil. Néanmoins, la colonie ne deviendra une véritable ville qu'à partir des années 1930.

## Transports
La ville est reliée par le transport aérien avec l’aéroport international Ali Bongo Ondimba.
Il n'existe pas de route reliant Libreville à Port-Gentil. Les déplacements entre les deux plus grandes villes du pays s'effectuent soit par avion, soit par voie maritime. Les denrées alimentaires et matérielles sont donc acheminées le plus souvent par bateau depuis Libreville.
Les rares routes goudronnées de la ville sont mal entretenues. Elles sont goudronnées du centre-ville jusqu'aux abords des nouveaux quartiers résidentiels de N'Tchengue, où les chemins sablonneux sont souvent parsemés de nids-de-poule. Les embouteillages sont fréquents aux carrefours comme Carrefour Tobia ou Léon Mba, à proximité du centre-ville. De nombreux services de taxis collectifs proposent un prix de course négociable, généralement à partir de 400 francs CFA. Le prix du taxi est généralement doublé pour les trajets de nuit. Un tarif majoré (doublement du prix) est demandé aux passagers circulant au-delà des routes goudronnées, compte tenu de la difficulté de la route, de l'absence ou de l'absence de routes éclairées la nuit, ou de la présence de piétons. La plupart des voitures sont obsolètes compte tenu du coût prohibitif des voitures neuves importées. De plus, l'absence de fabricants locaux de pièces détachées automobiles souligne la nécessité d'importer ces pièces depuis l'Europe. Le coût élevé et les longs délais de livraison pénalisent globalement le trafic.

## Économie

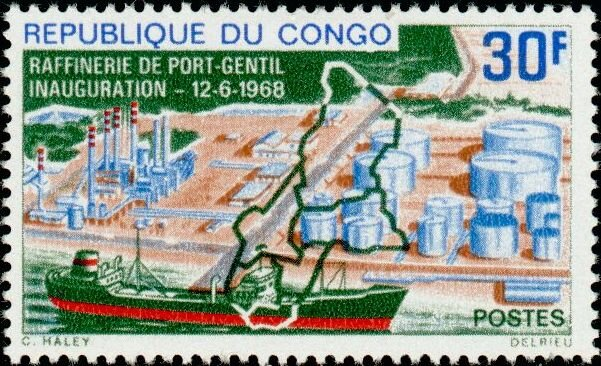
12 juin 1968 : inauguration de la raffinerie (timbre émis en 1968 par la république du Congo).

Port-Gentil est la capitale économique du Gabon et produit environ les trois-quarts de la richesse du pays à travers l'activité pétrolière, mais aussi grâce à l'industrie du bois.
Après la Première Guerre mondiale, Port-Gentil est devenu un port pour le bois, il a connu une croissance rapide quand la "Société des Pétrole d'Afrique Équatoriale Française" (SPAEF) a commencé l'exploration pétrolière dans la région, où fut notamment trouvé le premier champ de pétrole gabonais près de la localité d'Ozouri. La SPAEF, renommée Elf Gabon puis Total Gabon, a ensuite été rejointe par de nouveaux acteurs pétroliers comme Perenco.
Port Gentil a reçu sa première succursale bancaire lorsque Banque de l'Afrique de l'Ouest (BAO) y a ouvert une succursale en 1928.
La seule raffinerie de pétrole du Gabon, la SOGARA (SOciété GAbonaise de RAffinage), est située à Port-Gentil. Elle est destinée en grande partie à la consommation locale.
La principale base navale de la marine nationale gabonaise, regroupant toutes ses unités navigantes, se situe à Port-Gentil.

## Politique
Port-Gentil est considéré au Gabon comme l'un des bastions historiques de l’opposition.
Ainsi, en 1990, la mort suspecte de l’opposant Joseph Rendjambé, chef du Parti gabonais du progrès et originaire de Port-Gentil, y déclenche de violentes émeutes tandis que le reste du pays demeure relativement calme.
En 2009, la cité pétrolière s’embrase de nouveau après l'élection d'Ali Bongo à la présidence. Les échauffourées entre les opposants et l'armée font officiellement 3 morts.

## Lieux de cultes

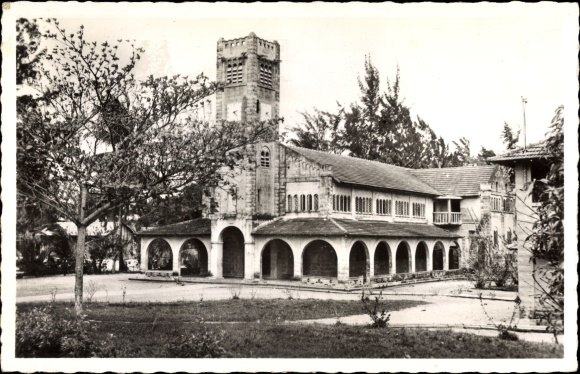
La mission catholique de Port-Gentil du temps de l'Afrique Équatoriale Française ou AÉF.

On dénombre principalement parmi eux des églises et des temples chrétiens relevant d'un diocèse de Port-Gentil (Église catholique), d'une Église de l'Alliance chrétienne et missionnaire du Gabon (Union mondiale de l'Alliance), d'Assemblées de Dieu, d'une Église évangélique du Gabon ; mais aussi des mosquées musulmanes.

## Personnalités nées à Port-Gentil
- Georges Dukson (1923-1944), combattant et résistant ;
- Honorine Dossou Naki (née en 1946), diplomate et femme politique ;
- Marc-Louis Ropivia (ne en 1951), géographe, universitaire et homme politique ;
- Angèle Rawiri (1954-2010), romancière ;
- Fanny Cottençon (1957), actrice et productrice française ;
- Jean-Pierre Wiedmer (1959), homme d'affaires ;
- Jean-Fidèle Otandault (1965), homme politique ;
- Guy Roger Nzamba (1970), footballeur ;
- Lord Ekomy Ndong (1977), musicien hip-hop ;
- Géraldine Robert (1980), basketteuse ;
- Stéphane Lasme (1982), basketteur ;
- Didier Ovono Ebang (1983), footballeur ;
- Éric Mouloungui (1984), footballeur ;
- Merlin Tandjigora (1990), footballeur.
- Jann Halexander (1982), dont le père est natif de Port-Gentil. Le chanteur consacre une chanson à la ville en 2018[8].
- Tiss Warren Jazz  (1992) , musicien Gabonais
- Pierre-Louis Agondjo Okawe (1937-2005), Juriste et homme politique [9]

## Jumelages
| Ville | Ville    | Pays | Pays  | Période             |
| ----- | -------- | ---- | ----- | ------------------- |
|       | Wenzhou, |      | Chine | depuis juillet 2010 |

## Galerie

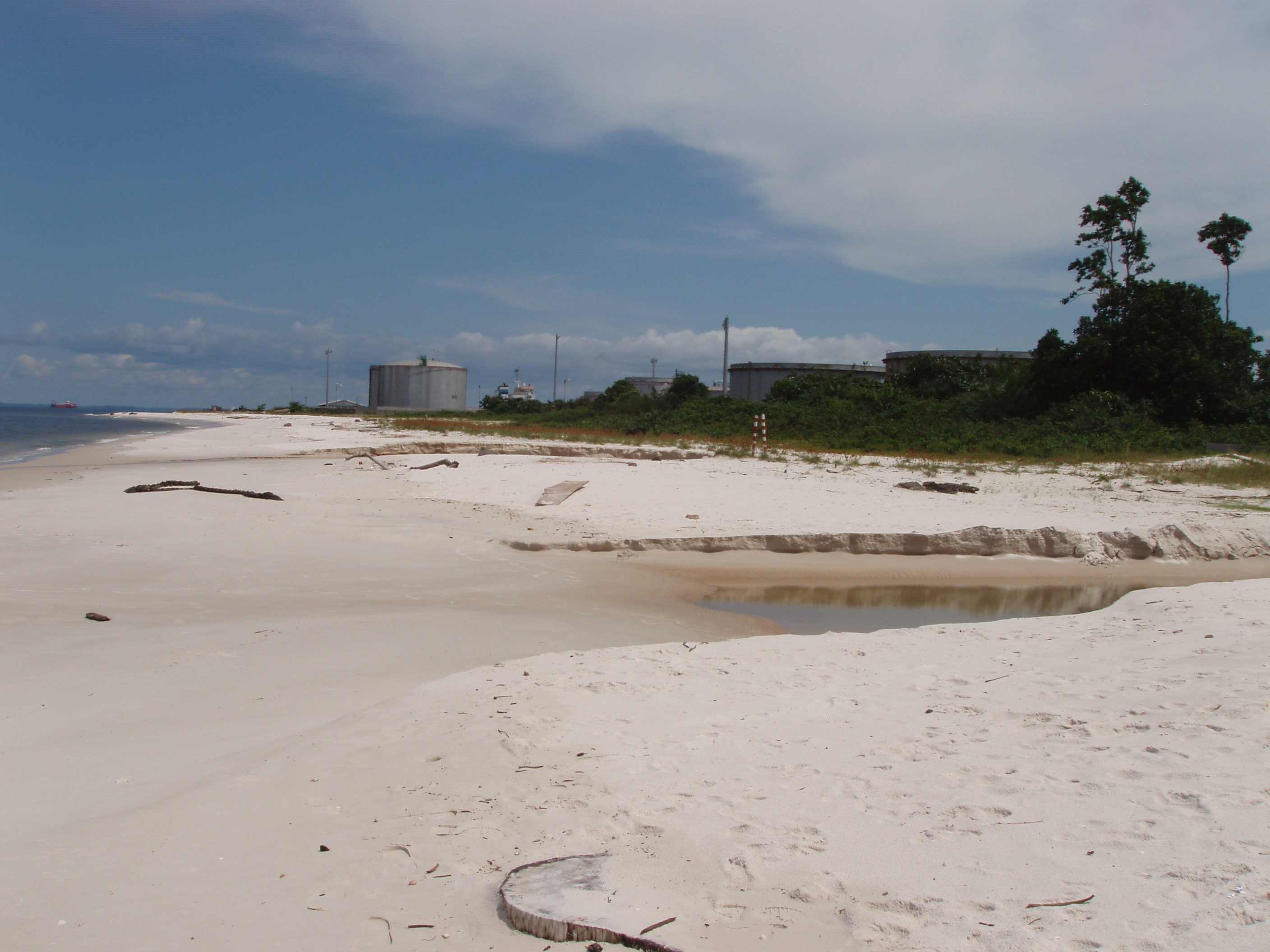
Une plage du secteur industriel de la SoGaRa.
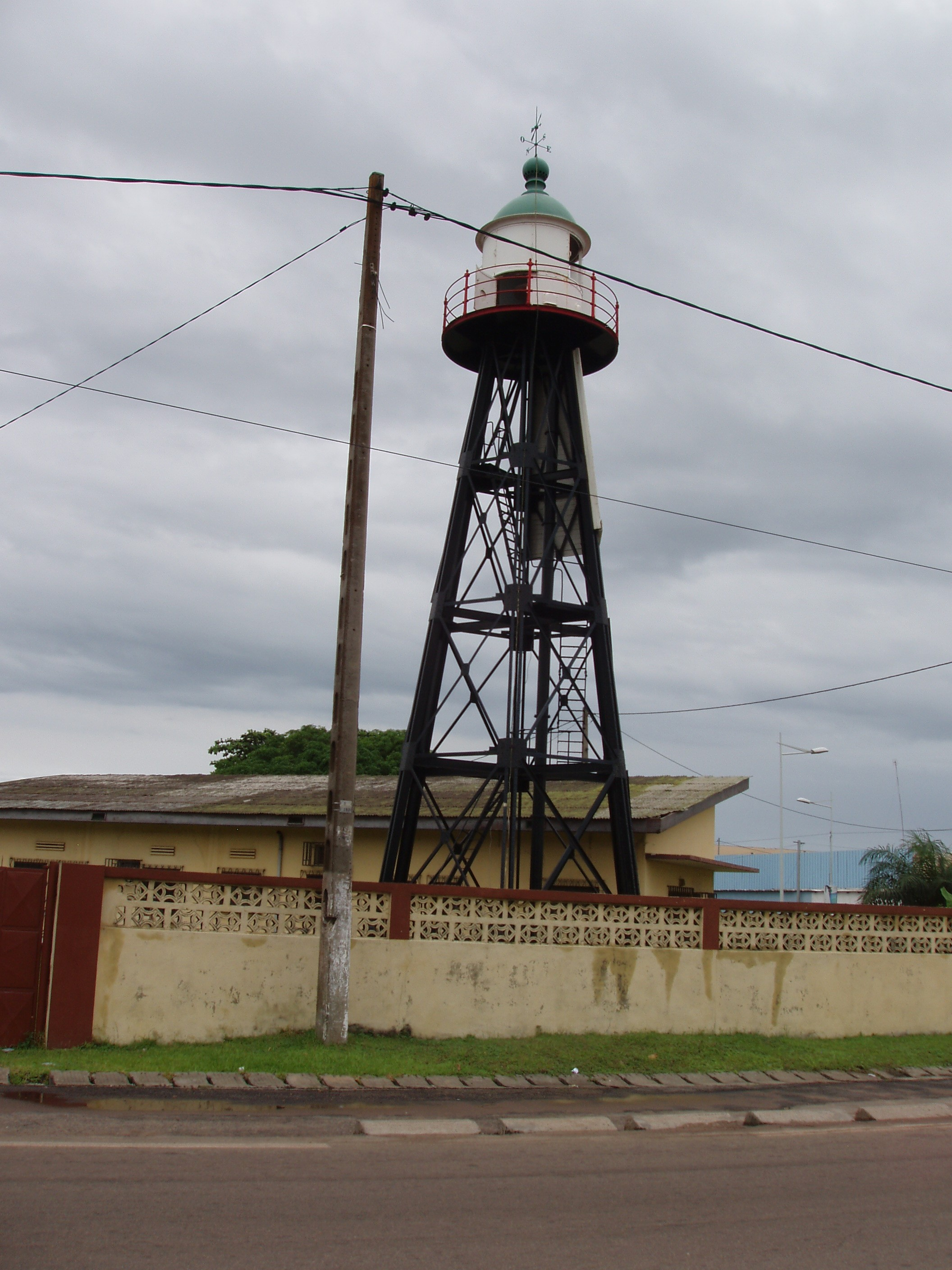
Le phare en pleine ville.
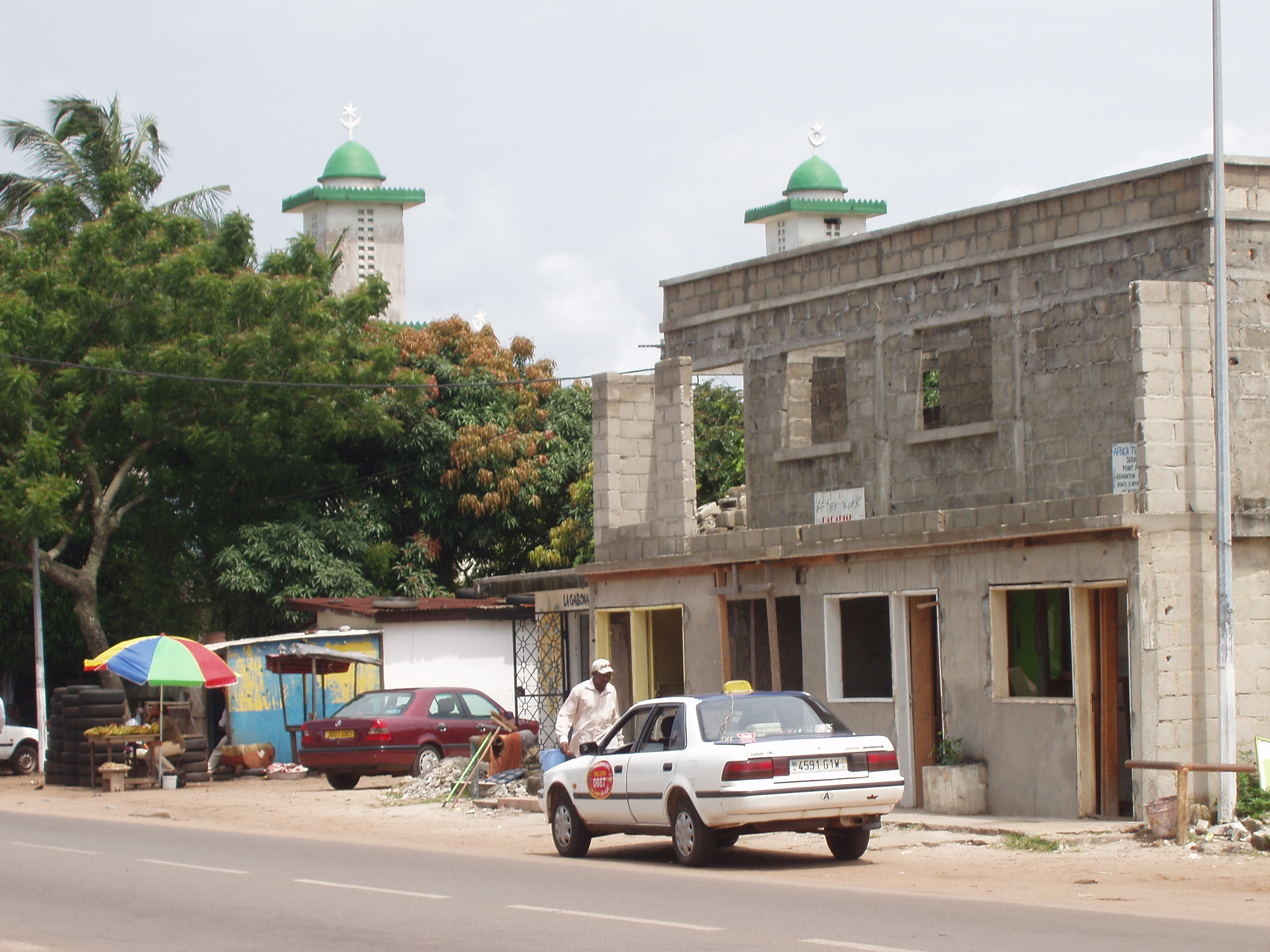
Taxi devant une mosquée.
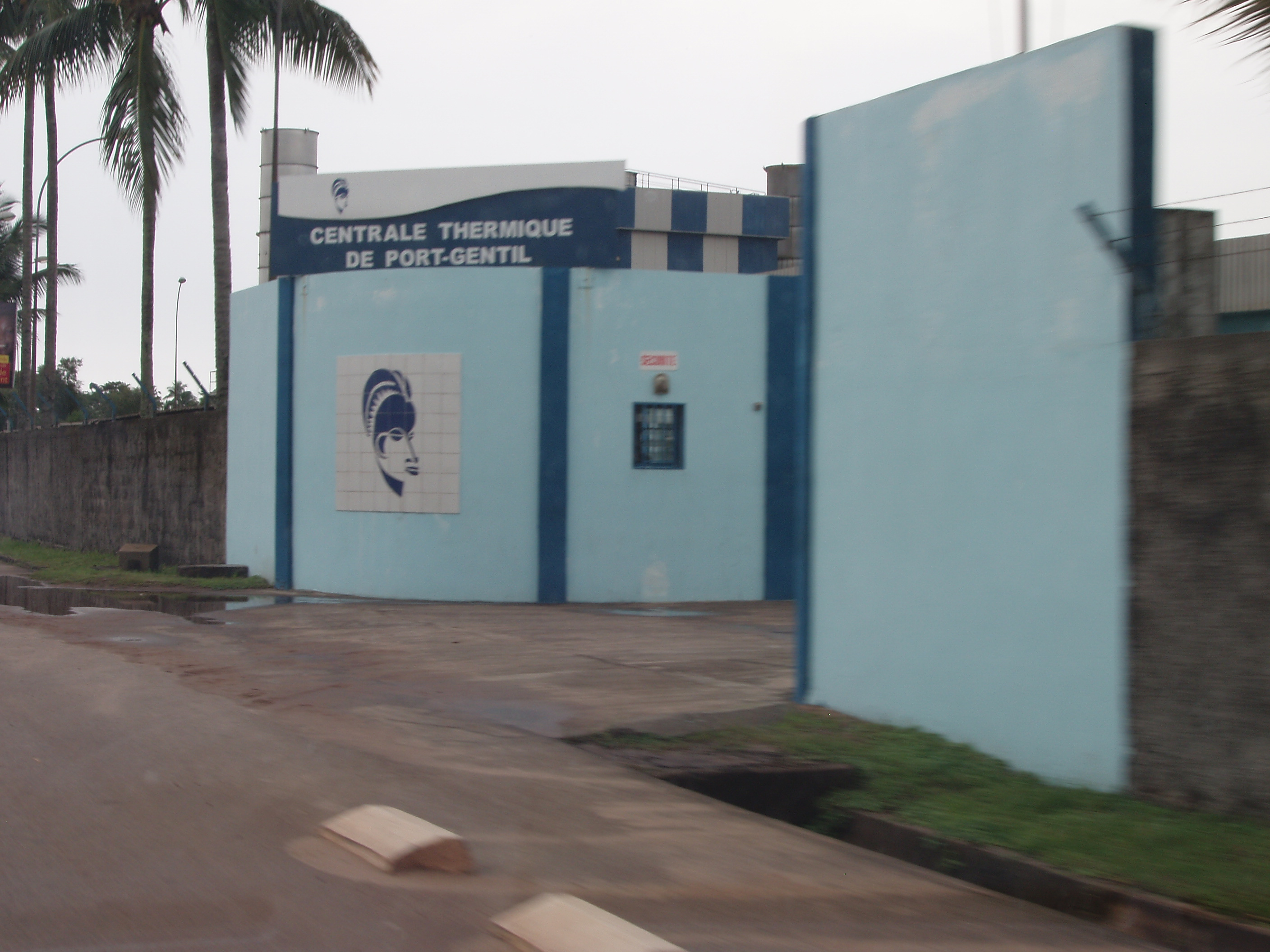
La centrale thermique de la SÉEG.
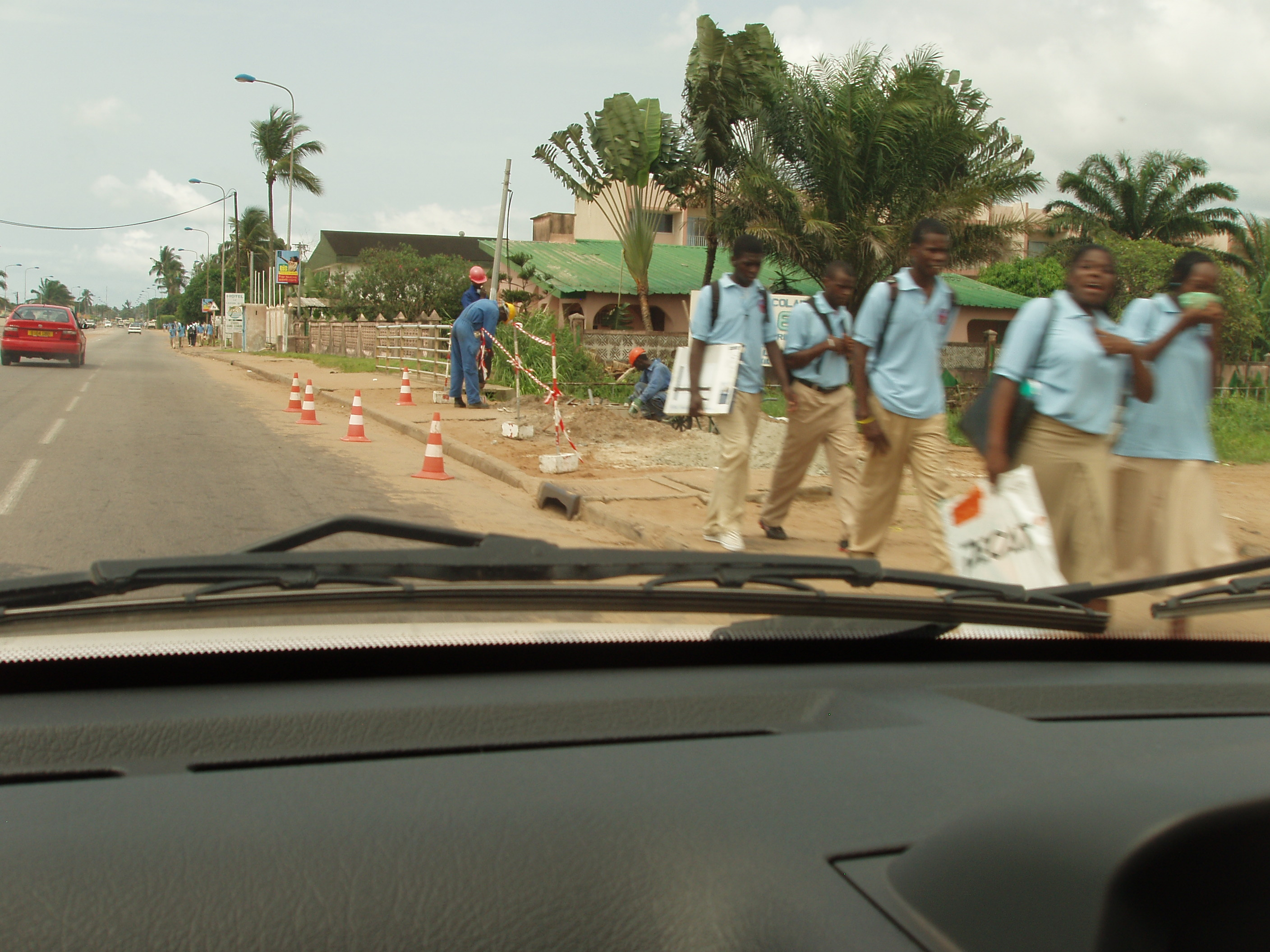
Sortie de classe d'élèves en uniformes.
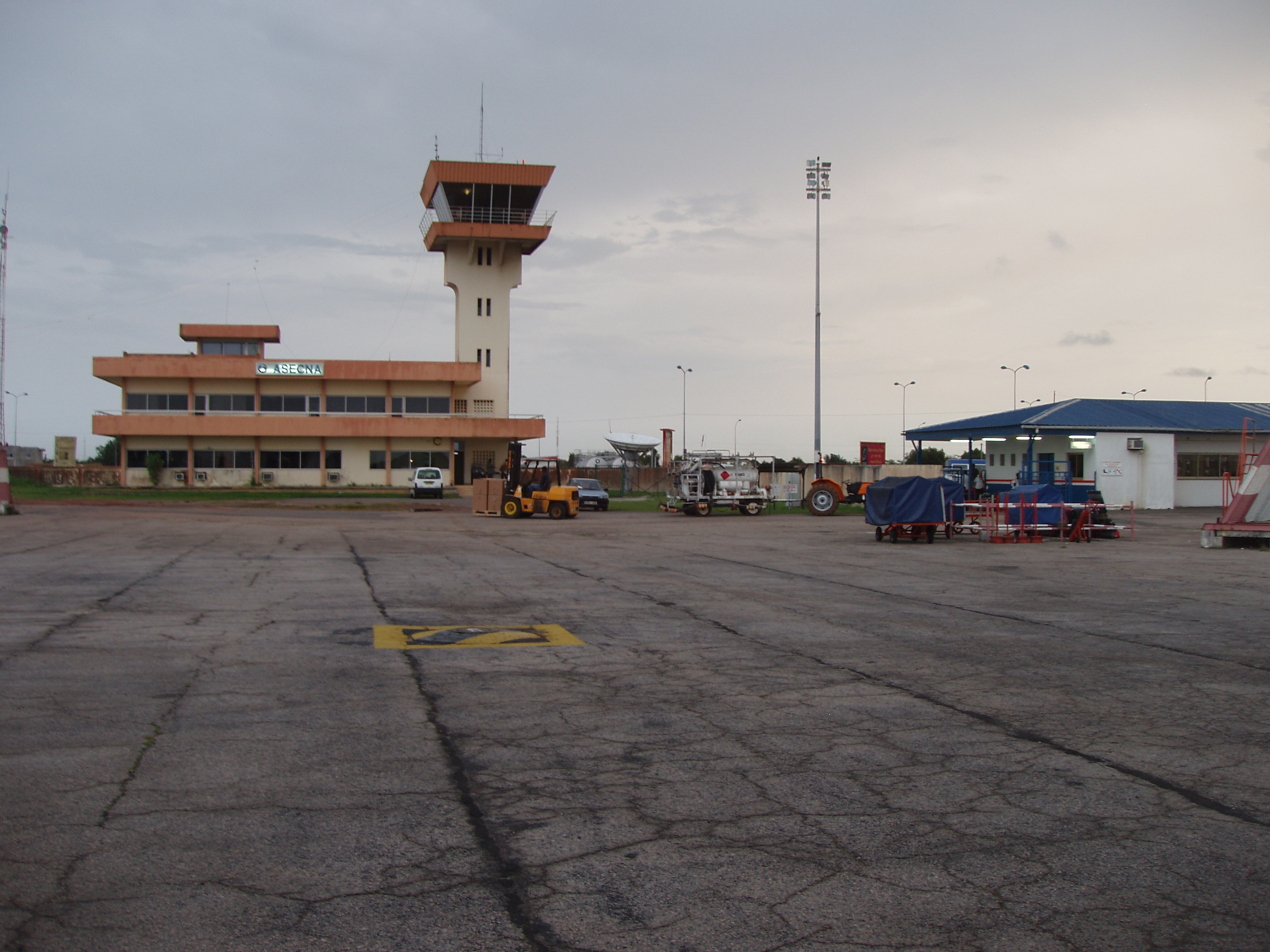
Terminal et tour de contrôle de l'ancien aéroport.
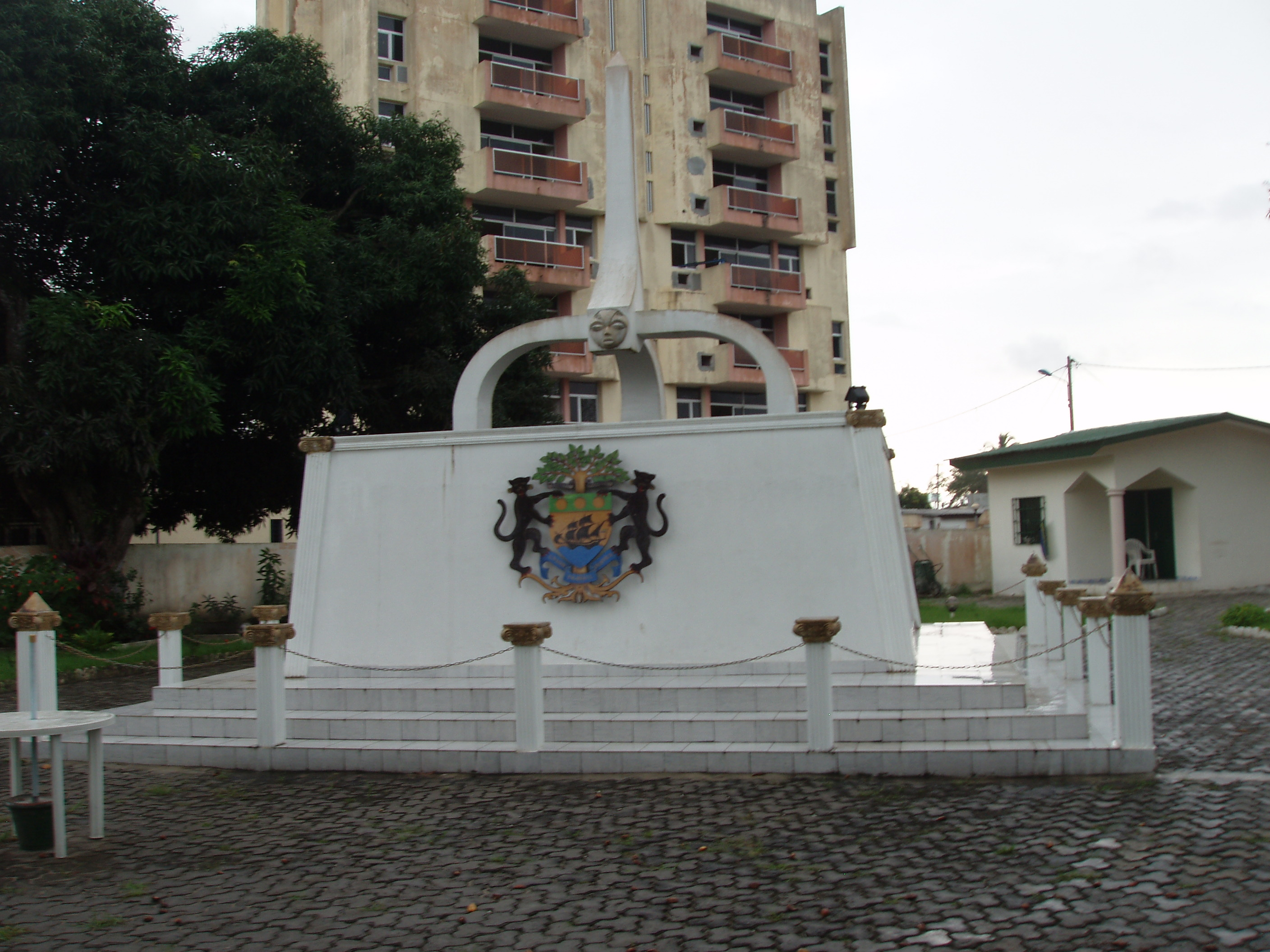
Monument du Cinquantenaire.
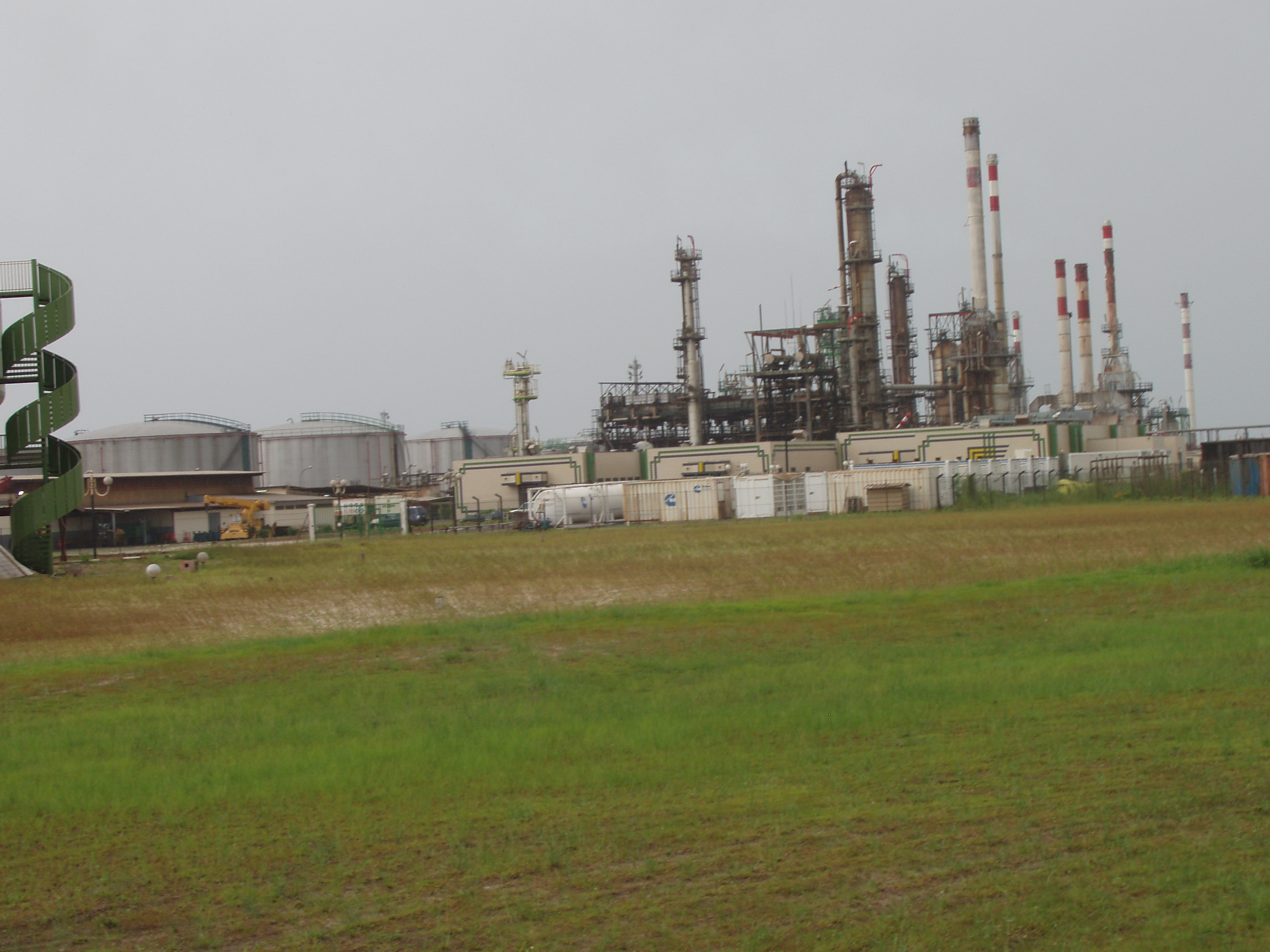
Infrastructures de la raffinerie de la SOGARA.